# Condado de Winnebago (Iowa)
O Condado de Winnebago é um dos 99 condados do estado norte-americano de Iowa. A sede do condado é Forest City, que é também a sua maior cidade. O condado tem uma área de 1040 km² (dos quais 3 km² estão cobertos por água), uma população de 11 273 habitantes, e uma densidade populacional de 11 hab/km² (segundo o censo nacional de 2000). O condado foi fundado em 1847 e o seu nome provém da tribo ameríndia dos Winnebago.